# Jakob Lichtenberger
Jakob Filip Lichtenberger (* 1. April 1909 in Újpázova (deutsch Neu-Pasua), Syrmien, Königreich Ungarn, Österreich-Ungarn; † 12. Januar 2005 in Deutschland) war nationalsozialistisch ausgerichteter Verbandsfunktionär im Königreich Jugoslawien, Hauptsturmführer der Waffen-SS und zeitweise deutscher „Volksgruppenführer“ im Unabhängigen Staat Kroatien (NDH).

## Leben
Lichtenberger stammte aus einer protestantischen Predigerfamilie. Er war der Sohn des Heinrich Lichtenberger und dessen Ehefrau Elisabetha, geborene Befurt.
Sein 1844 in Baden geborener Großvater Wilhelm war als Missionar einer englischen Bibelgesellschaft nach Serbien gekommen. Er studierte deutsche, französische und südslawische Sprachen und Literatur in Bonn, Paris und Belgrad. Noch in der Position des Leiters der Jugendorganisation des Schwäbisch-Deutschen Kulturbundes (Jugendwart von 1934 bis 1935), wo er erheblich an der Verbreitung nationalsozialistischen Gedankenguts beteiligt war, trat er der Erneuerungsbewegung bei. Im August 1935 wurde Lichtenberger, der der Bundesleitung nicht nur den Gehorsam verweigert, sondern auch die Anwendung von Gewalt befürwortet hatte, seiner Ämter enthoben. Am 1. Januar 1939 wurde Lichtenberger als Landesjugendführer wieder in die Bundesleitung aufgenommen.
Der führende Kopf der „Erneuerer“ war Jakob Awender, der die Politik der Jugoslawiendeutschen am Deutschen Reich auszurichten suchte. Awender stand der Kultur- und Wohlfahrtsvereinigung der Deutschen (KWVD) vor, die mit dem Kulturbund um die politische Vorherrschaft innerhalb der deutschen Minderheit konkurrierte. Das Deutsche Volksblatt berichtete am 1. März 1936, dass Jakob Lichtenberger mit Anhängern des KWVD ein Treffen des Kulturbundes mit Rufen gegen deren Bundesführer wie „Schießt sie tot, die Volksverräter!“ oder „Schlag ihn tot den (Johann) Keks. Stellt (Matthias) Giljum an die Wand!“ unterbrochen hatten. Lichtenberger erhielt ab Mai 1936 durch den Volksbund für das Deutschtum im Ausland Zugang zu nationalsozialistischen Publikationen reichsdeutscher Presse wie Völkischer Beobachter, Volk und Rasse, oder Der Judenkenner.
In dem vom Kulturbund organisatorisch nicht erfassten slawonischen oder kroatischen Gebiet gründete der spätere „Volksgruppenführer“ Branimir Altgayer die „Kultur- und Wohlfahrtsvereinigung der Deutschen in Slawonien“, die hier zahlreiche Ortsgruppen ins Leben rief. Altgayer und Lichtenberger gründeten in Osijek eine eigene „Kultur und Wohlfahrtsvereinigung“ sowie eine eigene Zeitung, den „Slawonischen Volkboten“. Nach der Vereinnahmung und Gleichschaltung des Kulturbundes durch die Nationalsozialisten wurden Lichtenberger und der Aktivist Michael „Michel“ Reiser, beide Reserveoffiziere des jugoslawischen Militärs, auf Vorschlag des neuen „Volksgruppenführers“ Josef Janko „als Führer für die SS gewonnen“ und zur Ausbildung auf die SS-Junkerschule Bad Tölz entsandt. Zum 15. September 1940 trat Lichtenberger als SS-Obersturmführer der SS bei (SS-Nummer 431.539). Bereits seit Ende der 1930er Jahre gab es bewaffnete „Selbstschutz–Einheiten“ innerhalb der organisierten deutschen Minderheit, die Lichtenberger befehligte. Mit Michael Reiser (SS-Obersturmführer) organisierte Lichtenberger im Unabhängigen Staat Kroatien eine Bürgerwehr, die „Mannschaft“, aus deren Kern er Ende Mai 1941 die der SS nachempfundene und in die Ustascha eingebundene Einsatzstaffel der Deutschen Mannschaft (ES) bildete, die er bis 1943 kommandierte; wie auch die „Hauptabteilung für Volksbildung“. Soldaten der Einsatzstaffel trugen anfänglich Uniformen der Kroatischen Heimwehr, ab Anfang 1942 dann Uniformen im Stil der Waffen-SS.
Auch in der 7. SS-Freiwilligen-Gebirgs-Division „Prinz Eugen“ war Lichtenberger aktiv. Am 25. Juli 1942 wurde er zum Ersatzkommando Südost der Waffen-SS und Mitte 1943 „zur Bewährung“ an die Ostfront versetzt und zum 25. September 1943 zum SS-Hauptsturmführer befördert. Ab April 1944 war Lichtenberger Befehlshaber des „Jagdverbandes Kroatien der Waffen-SS“. Vom 11. November 1944 bis 1. Februar 1945 wurde er vom SS-Personalamt während eines Fronteinsatzes von Altgayer („Volksgruppenführer“ und SS-Sturmbannführer) zum „Volksgruppenführer in Kroatien“ ernannt.
Am 7. Mai 1945 verließ Lichtenberger Kroatien nach Deutschland. Hier ließ er sich in Pforzheim nieder und betätigte sich als Lehrer und, so der Historiker Johann Böhm, „zusammen mit seinen ehemaligen NS-Amtswaltern beim „Südostdeutschen Kulturwerk“ in München“. 1974 verließ der verrentete Lichtenberger Deutschland nach Brasilien, wo er in der donauschwäbischen Siedlung Entre Rios als Lehrer tätig war. Zwischen 1984 und 1985 führte er dort Interviews mit Donauschwaben, die den Zweiten Weltkrieg auf dem Balkan erlebt hatten. Die meist in Dialekt gesprochenen Darstellungen der Zeitzeugen wurden transkribiert und dem Heimatmuseum Entre Rios übergeben. Bemerkenswert ist ein Interview, das Lichtenberger als letzter lebender Funktionär des Schwäbisch-Deutschen Kulturbundes am 1. März 2002 der serbischen Tageszeitung Danas in Novi Sad gab. 2005 verstarb Lichtenberger in Deutschland. Sein schriftlicher Nachlass verblieb beim Institut für donauschwäbische Geschichte und Landeskunde in Tübingen.

## Veröffentlichungen (Auswahl)
- Mathias Leh. 15 Jahre Präsident der Agraria Entre Rios. In: Der Donauschwabe vom 2. August 1981, S. 1.
- Bildbericht einer donauschwäbischen Siedlung in Brasilien. (portugiesisch Entre Rios – Documentário ilustrado da colonização suábios danubiana.) Erschienen zur 25-Jahr-Feier 1976 der Cooperativa Agrária Mista Entre Rios Ltda., mit zahlreichen Abbildungen und brasilianischen und deutschen Texten, o. O., o. J., o. S.
- Der Bibelmann von Belgrad. Südostdeutsches Kulturwerk, Lohrbach 1968.
- Das Entstehen der „Deutschen Mannschaft“ in Jugoslawien bis zum Abschluss der Kriegsverhandlungen im April 1941. In: OST-DOK. 16/152.
- Deutsche Jugendarbeit in Jugoslawien.